# Svante Rinaldo
Svante Bertil Rinaldo, född 7 oktober 1937 i Uppsala, är en svensk f.d. friidrottare (stavhopp). Han tävlade för Upsala IF.

## Främsta meriter
Rinaldo innehade det svenska rekordet i stavhopp 1962–1963. 

## Idrottskarriär
År 1959 vann Svante Rinaldo SM i stav, på 4,25.
Den 4 juli 1962 lyckades Rinaldo slå Ragnar Lundbergs svenska rekord i stav från 1956 i det han hoppade 4,49 i Uppsala. Den 21 juli förbättrade han i Kiruna sitt rekord till 4,51, och han satte svenskt rekord en tredje gång i Oslo den 24 juli med 4,55. Detta rekord skulle han få behålla till påföljande år då Tapio Mertanen lyckades överträffa det.